# Lédergues
Lédergues (okzitanisch Ledèrgas) ist eine französische Gemeinde mit 664 Einwohnern (Stand 1. Januar 2022) im Département Aveyron in der Region Okzitanien (vor 2016 Midi-Pyrénées). Sie gehört zum Arrondissement Millau (bis 2017 Arrondissement Rodez) und zum Kanton Monts du Réquistanais. Die Einwohner werden Léderguois genannt.

## Geographie
Lédergues liegt an der Grenze zum Département Tarn, rund 25 Kilometer nordöstlich von Albi und etwa 32 Kilometer südsüdwestlich von Rodez. Nachbargemeinden sind Saint-Just-sur-Viaur im Nordwesten und Norden, Rullac-Saint-Cirq im Norden und Nordosten, La Selve im Nordosten und Osten, Faussergues im Süden, Saint-Jean-Delnous im Süden und Südwesten sowie Lédas-et-Penthiès im Westen.

## Bevölkerungsentwicklung
| Jahr                       | 1962 | 1968 | 1975 | 1982 | 1990 | 1999 | 2006 | 2019 |
| Einwohner                  | 1175 | 1049 | 960  | 862  | 746  | 683  | 699  | 636  |
| Quellen: Cassini und INSEE |      |      |      |      |      |      |      |      |

## Sehenswürdigkeiten
- Kirche Saint-Martin
- Kirche Saint-Amans im Ortsteil Lentin

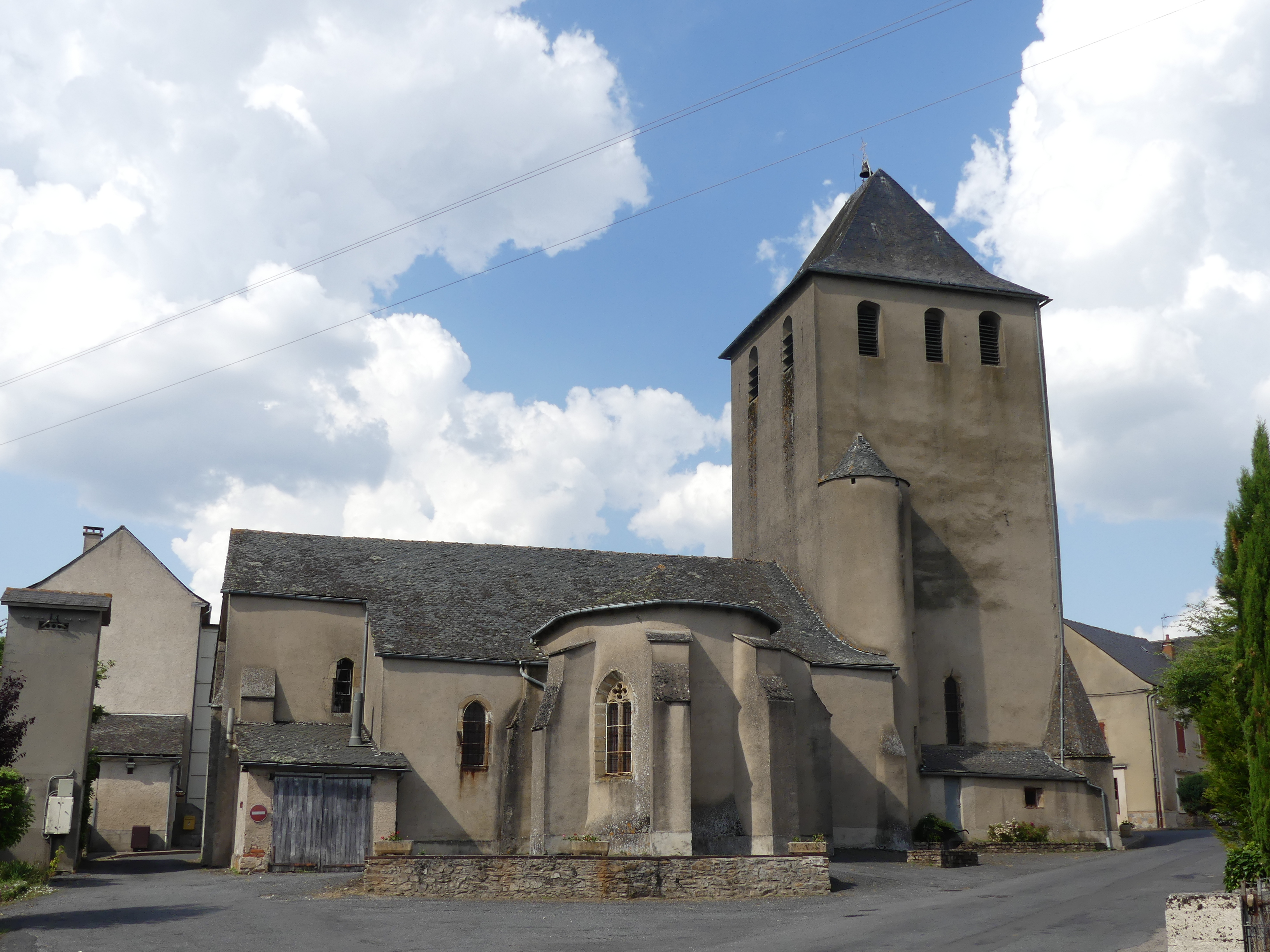
Kirche Saint-Martin
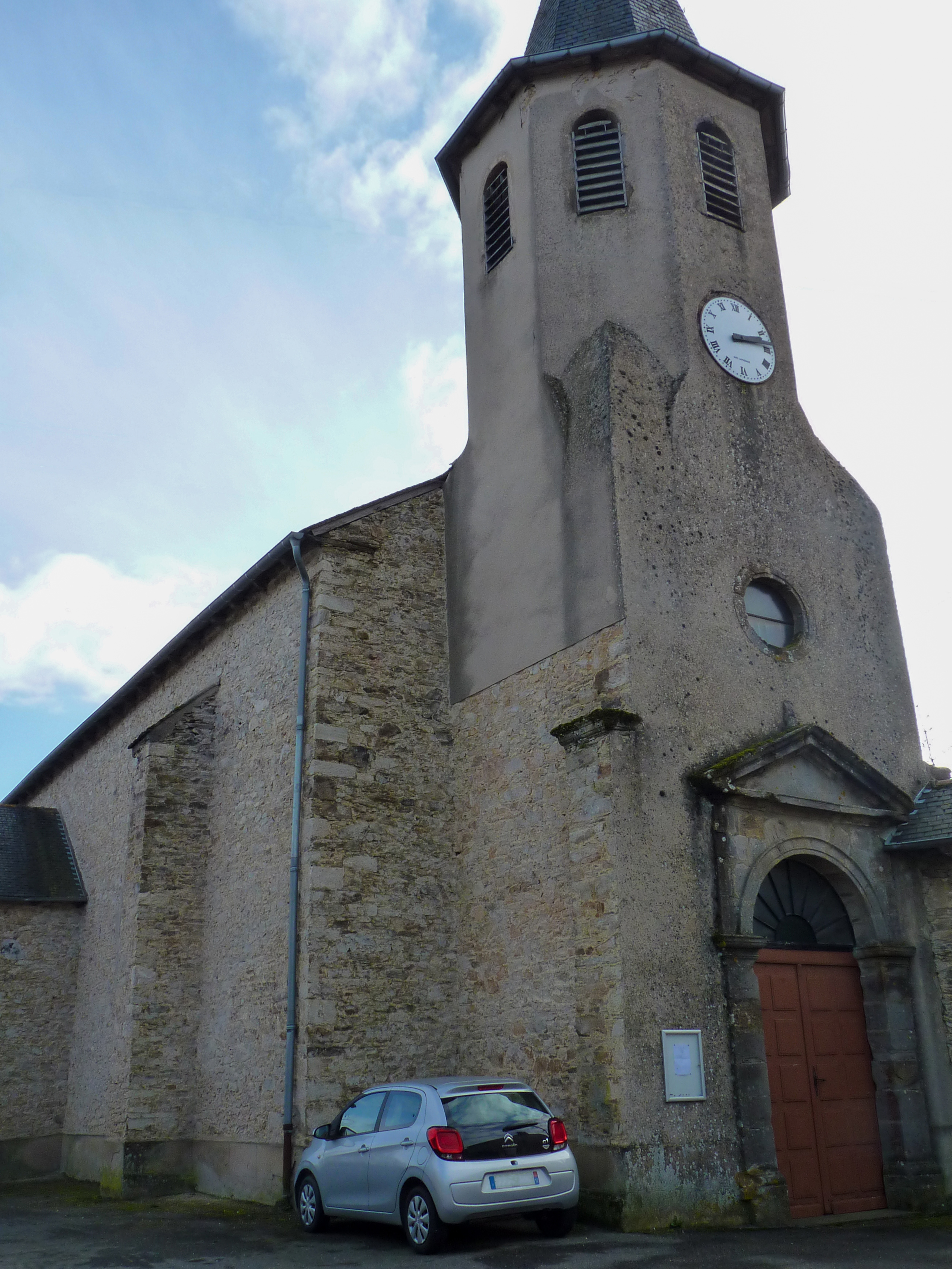
Kirche Saint-Amans